# Todiramphus lazuli
Todiramphus lazuli (лат.) — вид птиц семейства зимородковых (Alcedinidae). Подвидов не выделяют. Эндемик Молуккских островов. Обитают поодиночке и парами в низменных лесистых местностях, в том числе на возделываемых участках и в мангровых зарослях.

## Описание
Todiramphus lazuli достигает длины 22 см. У взрослых самцов над уздечкой заметно белое пятно, макушка тёмно-синяя. Верхняя часть тела бледно-голубая, кроющие перья уха, крылья и хвост тёмно-синего цвета. Горло, часть воротника и грудь белые, брюхо бледно-голубое. Клюв в основном черный; радужная оболочка тёмно-коричневая; ноги коричневато-чёрные. У самок грудь и брюхо голубые, задняя часть шеи и бока фиолетово-голубые, а нижние кроющие перья крыльев серые и тёмно-синие. Молодые особи похожи на взрослых самцов, но окраска оперения более тусклая, пятно над уздечкой и горло охристо-белые, воротник и грудь с чёрными крапинками.
Вокализация представлена серией быстрых, коротких, пронзительных звуков «ke-ke-ke», длящихся 6—20 секунд. Позывка начинается с более медленной и жалобной серии «ki-ki-ki...», темп которой увеличивается и становится односложным «kee-kik», завершается резкими трехсложными нотами; общая продолжительность 12—26 секунд.

## Среда обитания
Естественными местами обитания этого вида являются равнинные леса, опушки леса, частично вырубленные леса, сильно деградировавший лес, вторичная растительность на сельскохозяйственных землях, сады, заболоченные леса и иногда мангровые заросли; нет наблюдений о нахождении в первичных тропических лесах. Встречаются на высоте от уровня моря до 640 м над уровнем моря.